# Юніорський кубок IBU
Юніорський кубок IBU (англ. IBU Junior Cup Biathlon) — серія континентальних біатлонних змагань серед юніорів, що проводяться починаючи з сезону 2015/2016 під егідою Міжнародного союзу біатлоністів (IBU).
Змагання відкриті — крім власне європейців, в них беруть участь спортсмени з Казахстану, Канади, США та інших країн.

## Етапи Юніорського кубка IBU
Юніорський кубок IBU складається з трьох етапів, однак в загальний залік входять також гонки юніорського чемпіонату світу та юніорського чемпіонату Європи.
| Сезон       | Етапи       | Етапи    | Етапи       | Етапи           | Етапи   |
| Сезон       | 1           | 2        | 3           | ЮЧС             | ЮЧЄ     |
| ----------- | ----------- | -------- | ----------- | --------------- | ------- |
| 2015 / 2016 | Обертілліях | Мартелло | Ленцерхайде | Кейле-Гредіштей | Поклюка |